# Municipio de South Coventry
El municipio de South Coventry (en inglés: South Coventry Township) es un municipio ubicado en el condado de Chester en el estado estadounidense de Pensilvania. En el año 2000 tenía una población de 1895 habitantes y una densidad poblacional de 97,9 personas por km².

## Geografía
El municipio de South Coventry se encuentra ubicado en las coordenadas 40°11′07″N 75°40′43″O / 40.18528, -75.67861.

## Demografía
Según la Oficina del Censo en 2000 los ingresos medios por hogar en la localidad eran de $62 857 y los ingresos medios por familia eran de $75 157. Los hombres tenían unos ingresos medios de $51 063 frente a los $33 482 para las mujeres. La renta per cápita de la localidad era de $28 956. Alrededor del 3,7% de la población estaba por debajo del umbral de pobreza.